# 斯內斯卡爾凱于森峰
72°2′S 13°12′E / 72.033°S 13.200°E
斯內斯卡爾凱于森峰（英語：Snøskalkhausen Peak）是南極洲的山峰，位於東部南極洲的毛德皇后地，屬於魏普雷希特山脈的一部分，海拔高度2,650米，由德國探險隊發現。